# Gran Premio de Tailandia de Motociclismo de 2025
El Gran Premio de Tailandia de Motociclismo de 2025 fue la primera prueba del Campeonato del Mundo de Motociclismo de 2025. Tuvo lugar en el fin de semana del 28 de febrero al 2 de marzo de 2025 en el Circuito Internacional de Chang que está situado en la localidad de Buriram, Isan, Tailandia.
La carrera al sprint de MotoGP fue ganada por Marc Márquez, seguido de Álex Márquez y Francesco Bagnaia.
La carrera de MotoGP fue ganada por Marc Márquez, seguido de Álex Márquez y Francesco Bagnaia. Manuel González fue el ganador de la prueba de Moto2, por delante de Arón Canet y Senna Agius. La carrera de Moto3 fue ganada por José Antonio Rueda, Álvaro Carpe fue segundo y Adrián Fernández tercero.

## Resultados

### Resultados MotoGP

#### Carrera al sprint
| Pos.    | N.º | Piloto                | Equipo                            | Constructor | Vueltas | Tiempo    | Parrilla | Puntos |
| ------- | --- | --------------------- | --------------------------------- | ----------- | ------- | --------- | -------- | ------ |
| 1       | 93  | Marc Márquez          | Ducati Lenovo Team                | Ducati      | 13      | 19:35.005 | 1        | 12     |
| 2       | 73  | Álex Márquez          | BK8 Gresini Racing MotoGP         | Ducati      | 13      | +1.185    | 2        | 9      |
| 3       | 63  | Francesco Bagnaia     | Ducati Lenovo Team                | Ducati      | 13      | +3.423    | 3        | 7      |
| 4       | 79  | Ai Ogura              | Trackhouse Racing MotoGP          | Aprilia     | 13      | +4.392    | 5        | 6      |
| 5       | 21  | Franco Morbidelli     | Pertamina VR46 Racing Team        | Ducati      | 13      | +5.790    | 6        | 5      |
| 6       | 37  | Pedro Acosta          | Red Bull KTM Factory Racing       | KTM         | 13      | +11.700   | 7        | 4      |
| 7       | 20  | Fabio Quartararo      | Monster Energy Yamaha MotoGP      | Yamaha      | 13      | +13.437   | 10       | 3      |
| 8       | 33  | Brad Binder           | Red Bull KTM Factory Racing       | KTM         | 13      | +14.228   | 14       | 2      |
| 9       | 36  | Joan Mir              | Honda HRC Castrol                 | Honda       | 13      | +15.453   | 11       | 1      |
| 10      | 5   | Johann Zarco          | LCR Honda Castrol                 | Honda       | 13      | +16.209   | 12       |        |
| 11      | 25  | Raúl Fernández        | Trackhouse Racing MotoGP          | Aprilia     | 13      | +16.817   | 8        |        |
| 12      | 72  | Marco Bezzecchi       | Aprilia Racing                    | Aprilia     | 13      | +17.152   | 9        |        |
| 13      | 54  | Fermín Aldeguer       | BK8 Gresini Racing MotoGP         | Ducati      | 13      | +17.741   | 15       |        |
| 14      | 12  | Maverick Viñales      | Red Bull KTM Tech3                | KTM         | 13      | +18.984   | 18       |        |
| 15      | 10  | Luca Marini           | Honda HRC Castrol                 | Honda       | 13      | +19.149   | 16       |        |
| 16      | 88  | Miguel Oliveira       | Prima Pramac Yamaha               | Yamaha      | 13      | +19.569   | 17       |        |
| 17      | 42  | Álex Rins             | Monster Energy Yamaha MotoGP      | Yamaha      | 13      | +20.140   | 19       |        |
| 18      | 23  | Enea Bastianini       | Red Bull KTM Tech3                | KTM         | 13      | +23.948   | 20       |        |
| 19      | 35  | Somkiat Chantra       | LCR Honda Idemitsu                | Honda       | 13      | +24.594   | 21       |        |
| 20      | 32  | Lorenzo Savadori      | Aprilia Racing                    | Aprilia     | 13      | +31.443   | 22       |        |
| Ret     | 49  | Fabio Di Giannantonio | Pertamina Enduro VR46 Racing Team | Ducati      | 11      | Retirado  | 13       |        |
| Ret     | 43  | Jack Miller           | Prima Pramac Yamaha               | Yamaha      | 6       | Caída     | 4        |        |
| Fuente: |     |                       |                                   |             |         |           |          |        |

#### Carrera larga
| Pos.    | N.º | Piloto                | Equipo                            | Constructor | Vueltas | Tiempo    | Parrilla | Puntos |
| ------- | --- | --------------------- | --------------------------------- | ----------- | ------- | --------- | -------- | ------ |
| 1       | 93  | Marc Márquez          | Ducati Lenovo Team                | Ducati      | 26      | 39:37.244 | 1        | 25     |
| 2       | 73  | Álex Márquez          | BK8 Gresini Racing MotoGP         | Ducati      | 26      | +1.732    | 2        | 20     |
| 3       | 63  | Francesco Bagnaia     | Ducati Lenovo Team                | Ducati      | 26      | +2.398    | 3        | 16     |
| 4       | 21  | Franco Morbidelli     | Pertamina VR46 Racing Team        | Ducati      | 26      | +5.176    | 9        | 13     |
| 5       | 79  | Ai Ogura              | Trackhouse Racing MotoGP          | Aprilia     | 26      | +7.450    | 5        | 11     |
| 6       | 72  | Marco Bezzecchi       | Aprilia Racing                    | Aprilia     | 26      | +14.967   | 8        | 10     |
| 7       | 5   | Johann Zarco          | LCR Honda Castrol                 | Honda       | 26      | +15.225   | 12       | 9      |
| 8       | 33  | Brad Binder           | Red Bull KTM Factory Racing       | KTM         | 26      | +19.929   | 14       | 8      |
| 9       | 23  | Enea Bastianini       | Red Bull KTM Tech3                | KTM         | 26      | +20.053   | 20       | 7      |
| 10      | 49  | Fabio Di Giannantonio | Pertamina Enduro VR46 Racing Team | Ducati      | 26      | +21.546   | 13       | 6      |
| 11      | 43  | Jack Miller           | Prima Pramac Yamaha               | Yamaha      | 26      | +22.315   | 4        | 5      |
| 12      | 10  | Luca Marini           | Honda HRC Castrol                 | Honda       | 26      | +23.940   | 16       | 4      |
| 13      | 54  | Fermín Aldeguer       | BK8 Gresini Racing MotoGP         | Ducati      | 26      | +24.760   | 15       | 3      |
| 14      | 88  | Miguel Oliveira       | Prima Pramac Yamaha               | Yamaha      | 26      | +26.097   | 17       | 2      |
| 15      | 20  | Fabio Quartararo      | Monster Energy Yamaha MotoGP      | Yamaha      | 26      | +26.456   | 10       | 1      |
| 16      | 12  | Maverick Viñales      | Red Bull KTM Tech3                | KTM         | 26      | +28.770   | 18       |        |
| 17      | 42  | Álex Rins             | Monster Energy Yamaha MotoGP      | Yamaha      | 26      | +31.095   | 19       |        |
| 18      | 35  | Somkiat Chantra       | LCR Honda Idemitsu                | Honda       | 26      | +31.480   | 22       |        |
| 19      | 37  | Pedro Acosta          | Red Bull KTM Factory Racing       | KTM         | 26      | +42.115   | 6        |        |
| 20      | 32  | Lorenzo Savadori      | Aprilia Racing                    | Aprilia     | 26      | +46.827   | 21       |        |
| Ret     | 25  | Raúl Fernández        | Trackhouse Racing MotoGP          | Aprilia     | 22      | Retirado  | 7        |        |
| Ret     | 36  | Joan Mir              | Honda HRC Castrol                 | Honda       | 14      | Caída     | 11       |        |
| 1.      |     |                       |                                   |             |         |           |          |        |
| Fuente: |     |                       |                                   |             |         |           |          |        |

### Resultados Moto2
| Pos.    | N.º | Piloto                  | Constructor | Vueltas | Tiempo     | Parrilla | Puntos |
| ------- | --- | ----------------------- | ----------- | ------- | ---------- | -------- | ------ |
| 1       | 18  | Manuel González         | Kalex       | 22      | 35:13.072  | 1        | 25     |
| 2       | 44  | Arón Canet              | Kalex       | 22      | +2.600     | 3        | 20     |
| 3       | 81  | Senna Agius             | Kalex       | 22      | +6.491     | 4        | 16     |
| 4       | 10  | Diogo Moreira           | Kalex       | 22      | +6.742     | 10       | 13     |
| 5       | 24  | Marcos Ramírez          | Kalex       | 22      | +9.561     | 7        | 11     |
| 6       | 7   | Barry Baltus            | Kalex       | 22      | +11.244    | 5        | 10     |
| 7       | 96  | Jake Dixon              | Boscoscuro  | 22      | +11.345    | 8        | 9      |
| 8       | 27  | Daniel Holgado          | Kalex       | 22      | +13.174    | 15       | 8      |
| 9       | 12  | Filip Salač             | Boscoscuro  | 22      | +14.188    | 16       | 7      |
| 10      | 21  | Alonso López            | Boscoscuro  | 22      | +14.926    | 9        | 6      |
| 11      | 75  | Albert Arenas           | Kalex       | 22      | +15.757    | 13       | 5      |
| 12      | 53  | Deniz Öncü              | Kalex       | 22      | +18.820    | 12       | 4      |
| 13      | 14  | Tony Arbolino           | Boscoscuro  | 22      | +19.152    | 20       | 3      |
| 14      | 99  | Adrián Huertas          | Kalex       | 22      | +19.999    | 18       | 2      |
| 15      | 64  | Mario Aji               | Kalex       | 22      | +20.760    | 14       | 1      |
| 16      | 28  | Izan Guevara            | Boscoscuro  | 22      | +21.256    | 11       |        |
| 17      | 15  | Darryn Binder           | Kalex       | 22      | +22.225    | 6        |        |
| 18      | 16  | Joe Roberts             | Kalex       | 22      | +23.264    | 27       |        |
| 19      | 92  | Yuki Kunii              | Kalex       | 22      | +23.408    | 23       |        |
| 20      | 95  | Collin Veijer           | Kalex       | 22      | +24.309    | 24       |        |
| 21      | 80  | David Alonso            | Kalex       | 22      | +24.642    | 25       |        |
| 22      | 4   | Iván Ortolá             | Boscoscuro  | 22      | +26.974    | 19       |        |
| 23      | 71  | Ayumu Sasaki            | Kalex       | 22      | +27.064    | 21       |        |
| 24      | 84  | Zonta van den Goorbergh | Kalex       | 22      | +30.653    | 26       |        |
| 25      | 66  | Óscar Gutiérrez         | Boscoscuro  | 22      | +37.405    | 28       |        |
| Ret     | 13  | Celestino Vietti        | Boscoscuro  | 12      | Retirado   | 2        |        |
| Ret     | 9   | Jorge Navarro           | Forward     | 0       | Caída      | 17       |        |
| DNS     | 11  | Álex Escrig             | Forward     | 0       | No comenzó | 22       |        |
| Fuente: |     |                         |             |         |            |          |        |

### Resultados Moto3
| Pos.    | N.º | Piloto             | Constructor | Vueltas | Tiempo    | Parrilla | Puntos |
| ------- | --- | ------------------ | ----------- | ------- | --------- | -------- | ------ |
| 1       | 99  | José Antonio Rueda | KTM         | 19      | 32:14.402 | 3        | 25     |
| 2       | 83  | Álvaro Carpe       | KTM         | 19      | +7.276    | 6        | 20     |
| 3       | 31  | Adrián Fernández   | Honda       | 19      | +7.341    | 11       | 16     |
| 4       | 82  | Stefano Nepa       | Honda       | 19      | +7.590    | 2        | 13     |
| 5       | 18  | Matteo Bertelle    | KTM         | 19      | +10.242   | 1        | 11     |
| 6       | 71  | Dennis Foggia      | KTM         | 19      | +11.644   | 13       | 10     |
| 7       | 22  | David Almansa      | Honda       | 19      | +12.068   | 7        | 9      |
| 8       | 54  | Riccardo Rossi     | Honda       | 19      | +13.138   | 12       | 8      |
| 9       | 78  | Joel Esteban       | KTM         | 19      | +21.956   | 23       | 7      |
| 10      | 58  | Luca Lunetta       | Honda       | 19      | +22.031   | 5        | 6      |
| 11      | 21  | Ruché Moodley      | KTM         | 19      | +22.158   | 19       | 5      |
| 12      | 36  | Ángel Piqueras     | KTM         | 19      | +29.798   | 15       | 4      |
| 13      | 89  | Marcos Uriarte     | Honda       | 19      | +30.044   | 26       | 3      |
| 14      | 11  | Adrián Cruces      | KTM         | 19      | +29.930   | 20       | 2      |
| 15      | 14  | Cormac Buchanan    | KTM         | 19      | +57.228   | 22       | 1      |
| Ret     | 19  | Scott Ogden        | KTM         | 18      | Caída     | 4        |        |
| Ret     | 34  | Jakob Rosenthaler  | KTM         | 18      | Caída     | 25       |        |
| Ret     | 66  | Joel Kelso         | KTM         | 14      | Caída     | 8        |        |
| Ret     | 64  | David Muñoz        | KTM         | 12      | Caída     | 10       |        |
| Ret     | 10  | Nicola Carraro     | Honda       | 10      | Caída     | 16       |        |
| Ret     | 6   | Ryusei Yamanaka    | KTM         | 9       | Caída     | 14       |        |
| Ret     | 94  | Guido Pini         | KTM         | 8       | Retirado  | 24       |        |
| Ret     | 72  | Taiyo Furusato     | Honda       | 7       | Caída     | 9        |        |
| Ret     | 73  | Valentín Perrone   | KTM         | 6       | Caída     | 21       |        |
| Ret     | 5   | Tatchakorn Buasri  | Honda       | 6       | Caída     | 17       |        |
| Ret     | 8   | Eddie O’Shea       | Honda       | 0       | Caída     | 18       |        |
| 1.      |     |                    |             |         |           |          |        |
| Fuente: |     |                    |             |         |           |          |        |